# Bride and Gloom
 (mai 2017).
Si vous disposez d'ouvrages ou d'articles de référence ou si vous connaissez des sites web de qualité traitant du thème abordé ici, merci de compléter l'article en donnant les références utiles à sa vérifiabilité et en les liant à la section « Notes et références ».
Pour l’article homonyme, voir Bride and Gloom (film).
Pour plus de détails, voir Fiche technique et Distribution.
Bride and Gloom est un dessin animé de Popeye réalisé par Izzy Sparber, mettant en scène Popeye et sorti en 1954.